# Колквит (Џорџија)
Колквит (енгл. Colquitt) град је у америчкој савезној држави Џорџија. По попису становништва из 2010. у њему је живело 1.992 становника.

## Демографија
Према попису становништва из 2010. у граду је живело 1.992 становника, што је 53 (2,7%) становника више него 2000. године.
| Група             | 2000.         | 2010.         |
| Белци             | 1.076 (55,5%) | 1.003 (50,4%) |
| Афроамериканци    | 846 (43,6%)   | 928 (46,6%)   |
| Азијати           | 1 (0,1%)      | 20 (1,0%)     |
| Хиспаноамериканци | 6 (0,3%)      | 39 (2,0%)     |
| Укупно            | 1.939         | 1.992         |